# Santiago Eneme Bocari
Santiago Eneme Bocari (Malabo, 29 settembre 2000) è un calciatore equatoguineano, centrocampista dello Sparta Praga e della nazionale equatoguineana.

## Biografia
È fratello di Gustavo Melchor Eneme, anch'egli calciatore.

## Caratteristiche tecniche
È un trequartista.

## Carriera

### Club
Nato a Malabo, in Guinea Equatoriale, inizia a giocare a calcio nella squadra locale del Cano Sport.
Nel 2018 passa ai francesi del Nantes. Dopo un anno di transizione nelle giovanili del club viene promosso in seconda squadra, militante in Championnat National 2, la quarta divisione francese.
Il 19 ottobre 2019 debutta con quest'ultima nella gara di campionato contro il Romorantin pareggiata 1-1, venendo inserito in campo all'85' da Pierre Aristouy.
Dopo aver accumulato una manciata di presenza nei primi due anni con i canarini, nella stagione 2021-2022 viene inserito in pianta stabile nella seconda squadra, trovando, il 26 febbraio 2022, la prima rete con il club nella sconfitta casalinga per 1-3 contro il Les Herbiers.
Il 19 maggio 2023 viene convocato per la prima volta in prima squadra dal suo ex allenatore Pierre Aristouy per la gara di Ligue 1 contro il Montpellier, valida per la 35ª giornata di campionato.
Il 7 agosto successivo lascia i canarini dopo cinque anni, accasandosi al Vyškov.
Si mette in mostra nella seconda serie ceca e ciò gli permette di ottenere la visibilità di club più blasonati del paese, tant'è che il 14 luglio 2024 viene acquistato dallo Slovan Liberec.
Dopo appena una stagione, il 27 maggio 2025, cambia nuovamente squadra per accasarsi allo Sparta Praga.

### Nazionale
Ha esordito con la nazionale equatoguineana il 15 gennaio 2018 in occasione del match del Campionato delle Nazioni Africane 2018 perso 3-0 contro la Libia.
Dopo esser stato convocato nel 2021 convocato per la coppa d'Africa, nel 2023 viene nuovamente convocato per disputare la massima competizione continentale.

## Statistiche

### Presenze e reti nei club
Statistiche aggiornate al 28 luglio 2025.
| Stagione        | Squadra         | Campionato      | Campionato | Campionato | Coppe nazionali | Coppe nazionali | Coppe nazionali | Coppe continentali | Coppe continentali | Coppe continentali | Altre coppe | Altre coppe | Altre coppe | Totale | Totale | Totale |
| Stagione        | Squadra         | Comp            | Pres       | Reti       | Comp            | Pres            | Reti            | Comp               | Pres               | Reti               | Comp        | Pres        | Reti        | Pres   | Reti   |        |
| --------------- | --------------- | --------------- | ---------- | ---------- | --------------- | --------------- | --------------- | ------------------ | ------------------ | ------------------ | ----------- | ----------- | ----------- | ------ | ------ | ------ |
| mag.-giu. 2023  | Nantes          | L1              | 0          | 0          | CF              | 0               | 0               | UEL                | -                  | -                  | SF          | -           | -           | 0      | 0      |        |
| 2023-2024       | Vyškov          | FNL             | 20         | 1          | CC              | 4               | 0               | -                  | -                  | -                  | -           | -           | -           | 24     | 1      |        |
| 2024-2025       | Slovan Liberec  | 1L              | 22+2       | 2+0        | CC              | 1               | 1               | -                  | -                  | -                  | -           | -           | -           | 25     | 3      |        |
| 2025-2026       | Sparta Praga    | 1L              | 1          | 0          | CC              | 0               | 0               | UECL               | 1                  | 0                  | -           | -           | -           | 2      | 0      |        |
| Totale carriera | Totale carriera | Totale carriera | 45         | 3          |                 | 5               | 1               |                    | 1                  | 0                  |             | 0           | 0           | 51     | 4      |        |

### Cronologia presenze e reti in nazionale
| Cronologia completa delle presenze e delle reti in nazionale ― Guinea Equatoriale | Cronologia completa delle presenze e delle reti in nazionale ― Guinea Equatoriale | Cronologia completa delle presenze e delle reti in nazionale ― Guinea Equatoriale | Cronologia completa delle presenze e delle reti in nazionale ― Guinea Equatoriale | Cronologia completa delle presenze e delle reti in nazionale ― Guinea Equatoriale | Cronologia completa delle presenze e delle reti in nazionale ― Guinea Equatoriale | Cronologia completa delle presenze e delle reti in nazionale ― Guinea Equatoriale | Cronologia completa delle presenze e delle reti in nazionale ― Guinea Equatoriale |
| Data                                                                              | Città                                                                             | In casa                                                                           | Risultato                                                                         | Ospiti                                                                            | Competizione                                                                      | Reti                                                                              | Note                                                                              |
| --------------------------------------------------------------------------------- | --------------------------------------------------------------------------------- | --------------------------------------------------------------------------------- | --------------------------------------------------------------------------------- | --------------------------------------------------------------------------------- | --------------------------------------------------------------------------------- | --------------------------------------------------------------------------------- | --------------------------------------------------------------------------------- |
| 15-1-2018                                                                         | Tangeri                                                                           | Libia                                                                             | 3 – 0                                                                             | Guinea Equatoriale                                                                | CHAN 2018                                                                         | -                                                                                 | 69’                                                                               |
| 19-1-2018                                                                         | Tangeri                                                                           | Ruanda                                                                            | 1 – 0                                                                             | Guinea Equatoriale                                                                | CHAN 2018                                                                         | -                                                                                 |                                                                                   |
| 23-1-2018                                                                         | Agadir                                                                            | Guinea Equatoriale                                                                | 1 – 3                                                                             | Nigeria                                                                           | CHAN 2018                                                                         | -                                                                                 | 78’                                                                               |
| 8-9-2018                                                                          | Bata                                                                              | Guinea Equatoriale                                                                | 1 – 0                                                                             | Sudan                                                                             | Qual. Coppa d'Africa 2019                                                         | -                                                                                 | 93’                                                                               |
| 16-10-2018                                                                        | Antananarivo                                                                      | Madagascar                                                                        | 1 – 0                                                                             | Guinea Equatoriale                                                                | Qual. Coppa d'Africa 2019                                                         | -                                                                                 | 63’                                                                               |
| 4-9-2019                                                                          | Omdurman                                                                          | Sudan del Sud                                                                     | 1 – 1                                                                             | Guinea Equatoriale                                                                | Qual. Mondiali 2022                                                               | -                                                                                 | 71’                                                                               |
| 3-9-2021                                                                          | Radès                                                                             | Tunisia                                                                           | 3 – 0                                                                             | Guinea Equatoriale                                                                | Qual. Mondiali 2022                                                               | -                                                                                 | 63’                                                                               |
| 16-1-2022                                                                         | Douala                                                                            | Algeria                                                                           | 0 – 1                                                                             | Guinea Equatoriale                                                                | Coppa d'Africa 2021 - 1º turno                                                    | -                                                                                 | 90+3’                                                                             |
| 26-1-2022                                                                         | Limbe                                                                             | Mali                                                                              | 0 – 0 dts (5 – 6 dtr)                                                             | Guinea Equatoriale                                                                | Coppa d'Africa 2021 - Ottavi di finale                                            | -                                                                                 | 82’                                                                               |
| 30-1-2022                                                                         | Yaoundé                                                                           | Senegal                                                                           | 3 – 1                                                                             | Guinea Equatoriale                                                                | Coppa d'Africa 2021 - Quarti di finale                                            | -                                                                                 | 80’                                                                               |
| 23-3-2022                                                                         | Óbidos                                                                            | Guinea Equatoriale                                                                | 0 – 3                                                                             | Guinea-Bissau                                                                     | Amichevole                                                                        | -                                                                                 |                                                                                   |
| 29-3-2022                                                                         | Óbidos                                                                            | Angola                                                                            | 0 – 0                                                                             | Guinea Equatoriale                                                                | Amichevole                                                                        | -                                                                                 |                                                                                   |
| 2-6-2022                                                                          | Tunisi                                                                            | Tunisia                                                                           | 4 – 0                                                                             | Guinea Equatoriale                                                                | Qual. Coppa d'Africa 2023                                                         | -                                                                                 | 86’                                                                               |
| 6-6-2022                                                                          | Malabo                                                                            | Guinea Equatoriale                                                                | 4 – 0                                                                             | Libia                                                                             | Qual. Coppa d'Africa 2023                                                         | -                                                                                 | 78’                                                                               |
| 24-3-2023                                                                         | Malabo                                                                            | Guinea Equatoriale                                                                | 2 – 0                                                                             | Botswana                                                                          | Qual. Coppa d'Africa 2023                                                         | -                                                                                 | 79’                                                                               |
| 17-6-2023                                                                         | Malabo                                                                            | Guinea Equatoriale                                                                | 1 – 0                                                                             | Tunisia                                                                           | Qual. Coppa d'Africa 2023                                                         | -                                                                                 | 88’                                                                               |
| 6-9-2023                                                                          | Tripoli                                                                           | Libia                                                                             | 1 – 1                                                                             | Guinea Equatoriale                                                                | Qual. Coppa d'Africa 2023                                                         | -                                                                                 | 90+1’                                                                             |
| 13-10-2023                                                                        | Malabo                                                                            | Guinea Equatoriale                                                                | 0 – 0                                                                             | Burkina Faso                                                                      | Amichevole                                                                        | -                                                                                 | 83’                                                                               |
| 15-11-2023                                                                        | Malabo                                                                            | Guinea Equatoriale                                                                | 1 – 0                                                                             | Namibia                                                                           | Qual. Mondiali 2026                                                               | -                                                                                 | 90+4’                                                                             |
| 20-11-2023                                                                        | Paynesville                                                                       | Liberia                                                                           | 0 – 1                                                                             | Guinea Equatoriale                                                                | Qual. Mondiali 2026                                                               | -                                                                                 | 66’                                                                               |
| 9-1-2024                                                                          | Malabo                                                                            | Guinea Equatoriale                                                                | 1 – 1                                                                             | Gibuti                                                                            | Amichevole                                                                        | -                                                                                 |                                                                                   |
| 14-1-2024                                                                         | Abidjan                                                                           | Nigeria                                                                           | 1 – 1                                                                             | Guinea Equatoriale                                                                | Coppa d'Africa 2023 - 1º turno                                                    | -                                                                                 | 86’                                                                               |
| 18-1-2024                                                                         | Abidjan                                                                           | Guinea Equatoriale                                                                | 4 – 2                                                                             | Guinea-Bissau                                                                     | Coppa d'Africa 2023 - 1º turno                                                    | -                                                                                 | 73’                                                                               |
| 22-1-2024                                                                         | Abidjan                                                                           | Guinea Equatoriale                                                                | 4 – 0                                                                             | Costa d'Avorio                                                                    | Coppa d'Africa 2023 - 1º turno                                                    | -                                                                                 | 85’ 88’                                                                           |
| 22-3-2024                                                                         | Gedda                                                                             | Guinea Equatoriale                                                                | 2 – 0                                                                             | Cambogia                                                                          | Amichevole                                                                        | 1                                                                                 | 71’                                                                               |
| 25-3-2024                                                                         | Gedda                                                                             | Capo Verde                                                                        | 1 – 0                                                                             | Guinea Equatoriale                                                                | Amichevole                                                                        | -                                                                                 | 77’                                                                               |
| 5-9-2024                                                                          | Orano                                                                             | Algeria                                                                           | 2 – 0                                                                             | Guinea Equatoriale                                                                | Qual. Coppa d'Africa 2025                                                         | -                                                                                 | 84’                                                                               |
| 9-9-2024                                                                          | Malabo                                                                            | Guinea Equatoriale                                                                | 2 – 2                                                                             | Togo                                                                              | Qual. Coppa d'Africa 2025                                                         | -                                                                                 | 90+2’                                                                             |
| 11-10-2024                                                                        | Malabo                                                                            | Guinea Equatoriale                                                                | 1 – 0                                                                             | Liberia                                                                           | Qual. Coppa d'Africa 2025                                                         | -                                                                                 | 90+1’                                                                             |
| 14-10-2024                                                                        | Monrovia                                                                          | Liberia                                                                           | 1 – 2                                                                             | Guinea Equatoriale                                                                | Qual. Coppa d'Africa 2025                                                         | -                                                                                 | 87’                                                                               |
| 21-3-2025                                                                         | Bata                                                                              | Guinea Equatoriale                                                                | 2 – 0                                                                             | São Tomé e Príncipe                                                               | Qual. Mondiali 2026                                                               | -                                                                                 | 71’                                                                               |
| 24-3-2025                                                                         | Windhoek                                                                          | Namibia                                                                           | 1 – 1                                                                             | Guinea Equatoriale                                                                | Qual. Mondiali 2026                                                               | -                                                                                 | 65’                                                                               |
| 9-6-2025                                                                          | Marrakech                                                                         | Guinea Equatoriale                                                                | 1 – 1                                                                             | Camerun                                                                           | Amichevole                                                                        | -                                                                                 | 54’                                                                               |
| Totale                                                                            |                                                                                   | Presenze                                                                          | 33                                                                                |                                                                                   | Reti                                                                              | 1                                                                                 |                                                                                   |